# Église Saint-Patrice d'Orgemont
L'église Saint-Patrice d'Orgemont est un lieu de culte catholique situé rue Félix-Merlin à Épinay-sur-Seine (département de la Seine, actuelle Seine-Saint-Denis).

## Histoire
Le quartier d’Orgemont est un ancien verger de poiriers, qui commença à être urbanisé dans les années 1950.
En 1960, à la suite d'un appel aux dons lors de la messe radiodiffusée au CNIT de La Défense, des fonds permirent de construire au cœur de la Cité Orgemont, à la place d'une chapelle provisoire, une nouvelle église. En hommage à saint Patrick, patron de l'Irlande, l’ambassadeur d'Irlande assista à l’inauguration de l’édifice en 1962.

## Description
C'est un bâtiment en béton armé, décoré de 14 vitraux. La façade est ornée d'une mosaïque figurant le Christ ressuscité, réalisée par Paul Martineau.